# Монети середньовічного Ошу (Чагатаїди)
Монети середньовічної Середньої Азії на територіях нинішнього Киргизстану у поселенні Ош, карбувалися і знаходились в обігу  під час розподілу територій поміж чагатаїдами Дувою та Хайду 1282–1306 роках. У 1288 році карбувалися срібні дирхами з позначенням монетного двору Ош.

## Історія
Через місто Ош (Киргизстан) на перетині Алайського хребта проходив Великий шовковий шлях. У 1207 році киргизькі племена від річки Єнісею до озера Байкалу присягнули на вірність Чингісхану. В 1210 році місто Ош та його околиці увійшли до складу держави Хорезмшахів. У 20-х роках XIII ст. Ош був завойований монголами і увійшов до складу Чаґатайського улусу. У 1347 році увійшов до складу Могулістану, згодом увійшов до складу Кокандського ханства.

## Монетний двір в Оші

Карбування в Оші. Дирхам. 1288 (687 р.Г.). Дува та Хайду

Під час розподілу територій поміж чаґатаїдами Дувою та Хайду виготовлялися срібні дирхами з родовими тамгами обох ханів. У 1288 (687 р.Г.) році дирхами з 2 тамгами карбували на монетному дворі в Оші (араб. أوش). На аверсі в подвійному лінійному колі (середній крапковий)
карбувалися Г- та Ф-подібні тамги, за колом легенда. На реверсі в подвійному лінійному (середній крапковий) колах позначалися вихідні дані.